# Hedydipna
Hedydipna és un gènere d'ocells de la família dels nectarínids (Nectariniidae). Els membres són nadius d'Àfrica i anteriorment es classificaven al gènere Anthreptes.

## Distribució
Es troben principalment restringits a l'Àfrica i a les illes occidentals de l'oceà Índic, tot i que el suimanga del Nil es troba tan a l'est com el Iemen.

## Etimologia
El nom Hedydipna prové del grec antic «hēdudeipnos», que significa “menjador de dolços”, una referència als hàbits d'aquestes espècies de beure nèctar.

## Taxonomia
Segons la classificació del Congrés Ornitològic Internacional (versió 15.1, 2025) aquest gènere està format per 4 espècies:
- Hedydipna collaris - suimanga de gorgera.
- Hedydipna platura – suimanga pigmeu.
- Hedydipna metallica – suimanga del Nil.
- Hedydipna pallidigaster - suimanga d'Amani.